# هادي القزويني
السيد هادي بن صالح بن معز الدين مهدي الكبير القزويني كان ممن أختير لمنصب وزيرا بلا وزارة في الوزارة النقيبية الأولى، وهي الحكومة المؤقتة الأولى التي تشكلت في العراق في 11 تشرين الثاني 1920، ولكنه اعتذر عن تولي المنصب، فتم اختيار الحاج نجم البدراوي بدلا عنه.
ولد السيد هادي بن صالح في الحلة في عام 1863، ثم مضى إلى النجف لتحصيل العلوم الفقهية والأدبية.
انتقل إلى بلدة طويريج بعد وفاة والده عام 1887، فأقام فيها إلى حين وفاته في 16 آب 1928.
كانت له منزلة عن الحكومة العثمانية، لكنه انقلب عليهم بعد أحداث الحلة عام 1916 وحرض العشائر عليهم.